# Saint-Antoine (Doubs)
Saint-Antoine és un municipi francès situat al departament del Doubs i a la regió de Borgonya - Franc Comtat. L'any 2007 tenia 285 habitants.

## Demografia

### Població
El 2007 la població de fet de Saint-Antoine era de 285 persones. Hi havia 102 famílies de les quals 20 eren unipersonals (12 homes vivint sols i 8 dones vivint soles), 41 parelles sense fills, 37 parelles amb fills i 4 famílies monoparentals amb fills.
La població ha evolucionat segons el següent gràfic:
Habitants censats

### Habitatges
El 2007 hi havia 151 habitatges, 111 eren l'habitatge principal de la família, 25 eren segones residències i 16 estaven desocupats. 95 eren cases i 57 eren apartaments. Dels 111 habitatges principals, 82 estaven ocupats pels seus propietaris, 18 estaven llogats i ocupats pels llogaters i 10 estaven cedits a títol gratuït; 1 tenia una cambra, 9 en tenien dues, 10 en tenien tres, 28 en tenien quatre i 63 en tenien cinc o més. 100 habitatges disposaven pel capbaix d'una plaça de pàrquing. A 38 habitatges hi havia un automòbil i a 65 n'hi havia dos o més.

### Piràmide de població
La piràmide de població per edats i sexe el 2009 era:
| Homes | Edats   | Dones |
| ----- | ------- | ----- |
| 0     | 95 o +  | 0     |
| 0     | 90 a 94 | 0     |
| 0     | 85 a 89 | 0     |
| 0     | 80 a 84 | 4     |
| 8     | 75 a 79 | 8     |
| 8     | 70 a 74 | 8     |
| 0     | 65 a 69 | 4     |
| 4     | 60 a 64 | 0     |
| 4     | 55 a 59 | 8     |
| 20    | 50 a 54 | 8     |
| 8     | 45 a 49 | 12    |
| 8     | 40 a 44 | 0     |
| 28    | 35 a 39 | 32    |
| 0     | 30 a 34 | 8     |
| 4     | 25 a 29 | 4     |
| 8     | 20 a 24 | 12    |
| 16    | 15 a 19 | 16    |
| 16    | 10 a 14 | 20    |
| 0     | 5 a 9   | 8     |
| 8     | 0 a 4   | 8     |

## Economia
El 2007 la població en edat de treballar era de 196 persones, 153 eren actives i 43 eren inactives. De les 153 persones actives 141 estaven ocupades (78 homes i 63 dones) i 12 estaven aturades (5 homes i 7 dones). De les 43 persones inactives 11 estaven jubilades, 16 estaven estudiant i 16 estaven classificades com a «altres inactius».

### Ingressos
El 2009 a Saint-Antoine hi havia 116 unitats fiscals que integraven 315 persones, la mediana anual d'ingressos fiscals per persona era de 21.796 €.

### Activitats econòmiques
Dels 11 establiments que hi havia el 2007, 2 eren d'empreses alimentàries, 1 d'una empresa de construcció, 1 d'una empresa de comerç i reparació d'automòbils, 1 d'una empresa d'informació i comunicació, 4 d'entitats de l'administració pública i 2 d'empreses classificades com a «altres activitats de serveis».
L'únic servei als particulars que hi havia el 2009 era una fusteria.
L'únic establiment comercial que hi havia el 2009 era una peixateria.
L'any 2000 a Saint-Antoine hi havia 7 explotacions agrícoles.

## Poblacions més properes
El següent diagrama mostra les poblacions més properes.